# لاسنیتسه
لاسنیتسه (به چکی: Lásenice) یک منطقهٔ مسکونی در جمهوری چک است که در ناحیه ییندریخوف هرادتس واقع شده‌است. لاسنیتسه ۱۰٫۳۹ کیلومتر مربع مساحت و ۵۷۳ نفر جمعیت دارد و ۴۵۰ متر بالاتر از سطح دریا واقع شده‌است.